# Giruá
Giruá é um município brasileiro do Estado do Rio Grande do Sul.

## Etimologia
Giruá teve outros dois nomes: J'erivá e Passo das Pedras.[carece de fontes?]

## História
Em 1682, a administração espanhola ordenou que os jesuítas atravessassem novamente o rio Uruguai para fundar novas reduções no noroeste do atual Estado do Rio Grande do Sul, pois as 18 reduções fundadas anteriormente haviam sido destruídas pelos bandeirantes brasileiros e exploradores portugueses. Os jesuítas começaram a voltar às suas antigas terras e em 1687 foi fundado o primeiro dos Sete Povos das Missões: São Francisco de Borja, seguido por São Miguel Arcanjo, São Nicolau, São Luiz Gonzaga, São Lourenço Mártir, São João Batista e Santo Ângelo Custódio.
O território de Giruá pertenceu à redução de Santo Ângelo Custódio. Ele era habitado, inicialmente, por índios guaranis e possuía uma vegetação muito peculiar do Rio Grande do Sul: as matas de butiazeiros. O butiá (butiá-jataí, Butia yatay) é uma pequena fruta amarela de cachos dourados e que os indígenas chamavam de J'erivá. Daí vem o primeiro nome do município.
A colonização de Giruá iniciou em meados de 1800, com a chegada de imigrantes europeus ao Rio Grande do Sul, vindos, principalmente, da Alemanha, Suécia, Letônia, Polônia, Rússia, Suíça e Itália. Como eles encontraram dificuldade em pronunciar J'erivá, acabaram pronunciando Giruá, nome que se mantém até hoje.
Após a criação do município de Rio Pardo, em 1809, Giruá passou a integrá-lo. Anos depois, fez parte de Cachoeira do Sul (a partir de 1819) e Cruz Alta (a partir de 1834). Em 1873, com a emancipação de Santo Ângelo, todo o território de Giruá passou a fazer parte do mesmo e, em 1927, tornou-se o 11.° Distrito de Santo Ângelo, com o nome de Passo das Pedras, em razão do rio de pedras que dava acesso à localidade. Mais tarde, seu nome foi substituído por Giruá, através da Lei n.° 29 de 26 de junho de 1928. Neste mesmo ano, Giruá teve inaugurada sua estrada de ferro, o que é lembrado como o marco de desenvolvimento no município.
Em 1931, com a emancipação do município vizinho de Santa Rosa, que veio a resultar na alteração da divisão do território de Santo Ângelo, Giruá passou a constituir o 5.° Distrito de Santa Rosa.
Impulsionado pelo progresso e anseio de desenvolvimento e emancipação, em 1953 um grupo liderado por Aládio Ferreira reuniu-se para tomar a frente da atitude que iria mudar o futuro de Giruá. A emancipação político-administrativa tornou-se realidade em 28 de janeiro de 1955, tendo sido eleito como Prefeito Athaíde Pacheco Martins e como Vice-Prefeito Haroldo Kegler, assim como os primeiros Vereadores que constituíram a Câmara Municipal de Vereadores. A solenidade de posse ocorreu em 31 de dezembro de 1955.

## Geografia
- Pertence à Mesorregião do Noroeste Rio-Grandense e à Microrregião de Santo Ângelo.
- Bioma: Mata Atlântica.
- Acesso à Giruá: via Rodovia RS-344.
- Principais rios: Santa Rosa, Comandaí, Santo Cristo e Cascavel, que fazem parte da Bacia Hidrográfica do Rio Uruguai.
- Distritos e Bairros:

Distritos: Boca da Picada, Cândido Freire, Mato Grande, Quinze de Novembro, Rincão Maciel, São Paulo das Tunas, Sede e Vila dos Mellos.
Bairros: Canova, Centro, Herberto Schneider, Hortêncio, Leimann, Morada do Sol, Moura, Mucha, Nova, Prestes, Promorar, Santa Fé, Santa Rita, Santo Antônio, São José, Seger e Zimpel.

## Dados de Giruá
Censos Demográficos: em 2010, Giruá era o 3º município mais populoso da Microrregião de Santo Ângelo, o 114º município mais populoso do Estado do Rio Grande do Sul e o 1957º município mais populoso do Brasil. Em 2019, a população estimada de Giruá era de 16.004 pessoas.
| Ano  | Total  | Homens | Mulheres |
| ---- | ------ | ------ | -------- |
| 1970 | 25.425 | 12.896 | 12.529   |
| 1980 | 28.597 | 14.312 | 14.285   |
| 1991 | 26.828 | 13.230 | 13.598   |
| 2000 | 18.749 | 9.128  | 9.621    |
| 2010 | 17.075 | 8.338  | 8.737    |

Produto Interno Bruto (PIB): a série do PIB dos Municípios do Rio Grande do Sul é elaborada por uma metodologia própria da Fundação de Economia e Estatística Siegfried Emanuel Heuser (FEE) até o ano de 1998. A partir de 1999 as estimativas são desenvolvidas em conjunto pela FEE e demais órgãos estaduais de estatística, sob a coordenação do IBGE.
| Ano  | PIB                 | PIB per capita | Observação |
| ---- | ------------------- | -------------- | ---------- |
| 1985 | Cr$ mil 231.912.190 | Cr$ mil 8.339  | (1)        |
| 1990 | Cr$ mil 5.318.942   | Cr$ mil 197    | (1)        |
| 1996 | R$ 144.059.085      | R$ 5.677       | (1)        |
| 1997 | R$ 126.404.619      | R$ 6.662       | (1)        |
| 1998 | R$ 131.810.231      | R$ 6.976       | (1)        |
| 1999 | R$ 107.873.335      | R$ 5.735       | (2)        |
| 2000 | R$ 110.954.254      | R$ 5.942       | (2)        |
| 2001 | R$ 126.047.230      | R$ 6.799       | (2)        |
| 2002 | R$ 165.945.727      | Indisponível   | (3)        |
| 2003 | R$ 248.743.295      | Indisponível   | (3)        |
| 2004 | R$ 217.594.211      | Indisponível   | (3)        |
| 2005 | R$ 160.176.162      | Indisponível   | (3)        |
| 2006 | R$ 199.872.588      | Indisponível   | (3)        |
| 2007 | R$ 271.280.836      | Indisponível   | (3)        |
| 2008 | R$ 288.920.515      | Indisponível   | (3)        |
| 2009 | R$ 307.576.686      | Indisponível   | (3)        |
| 2010 | R$ 377.335.491      | R$ 22.086      | (3)        |
| 2011 | R$ 443.439.708      | R$ 26.166      | (3)        |
| 2012 | R$ 376.564.864      | R$ 22.384      | (3)        |
| 2013 | R$ 555.783.965      | R$ 32.047      | (3)        |
| 2014 | R$ 571.528.105      | R$ 33.096      | (3)        |
| 2015 | R$ 611.986.233      | R$ 35.585      | (3)        |

Observações:
(1) Atualizado em dezembro de 2010. Série do PIB dos Municípios do Rio Grande do Sul elaborada pela FEE com metodologia própria até o ano de 1998. Produto Interno Bruto (PIB) e Produto Interno Bruto per capita, a preço de mercado. (2) Atualizado em dezembro de 2016. Série do PIB dos Municípios divulgado em conjunto com o IBGE e demais unidades da Federação de 1999 a 2001. (3) Atualizado em dezembro de 2017. Os novos procedimentos metodológicos adotados nas contas nacionais e regionais em 2013, que seguem o manual internacional de contas nacionais (SNA-2008), modificaram e atualizaram a composição interna e os valores nominais do PIB do Brasil e de todas as Unidades da Federação. Essas alterações impactaram diretamente no peso relativo das atividades na geração do valor adicionado bruto. Desse modo, o novo vetor de peso das atividades econômicas refletiu, diretamente, na composição do PIB dos Municípios. O ano de 2010 passa a ser o ano referência da série reformulada, tanto no Sistema de Contas Nacionais como também nas Contas Regionais e no PIB dos Municípios.
Índice de Desenvolvimento Humano (IDH): posição no Rio Grande do Sul (RS) e no Brasil (BR).
| Ano  | IDH   | RS   | BR     |
| ---- | ----- | ---- | ------ |
| 1991 | 0,479 | 214º | 1.133º |
| 2000 | 0,626 | 196º | 1.069º |
| 2010 | 0,721 | 231º | 1.266º |

Censo Agropecuário: as tabelas abaixo contemplam as produções de lavouras permanentes e de lavouras temporárias, nos anos de 2006 e 2017, conforme consta no projeto Cidades@ do IBGE.
Lavoura Permanente / Legenda:
Coluna 1: Estabelecimentos agropecuários com mais de 50 pés existentes.
Coluna 2: Toneladas produzidas.
Coluna 3: Valor da produção (R$).
| Ano  | Lavoura Permanente   | Coluna 1 | Coluna 2     | Coluna 3     |
| ---- | -------------------- | -------- | ------------ | ------------ |
| 2006 | Banana               | 3        | 0            | 0            |
| 2006 | Laranja              | 5        | 30           | 19.000       |
| 2017 | Banana               | 2        | Indisponível | Indisponível |
| 2017 | Erva-Mate            | 1        | Indisponível | Indisponível |
| 2017 | Laranja              | 2        | Indisponível | Indisponível |
| 2017 | Noz (Europeia, Pecã) | 1        | Indisponível | Indisponível |

Lavoura Temporária / Legenda:
Coluna 1: Número de estabelecimentos agropecuários.
Coluna 2: Toneladas produzidas.
Coluna 3: Hectares colhidas.
Coluna 4: Valor da produção (R$).
| Ano  | Lavoura Temporária          | Coluna 1 | Coluna 2     | Coluna 3     | Coluna 4     |
| ---- | --------------------------- | -------- | ------------ | ------------ | ------------ |
| 2006 | Cana-de-Açúcar              | 67       | 910          | Indisponível | 296.000      |
| 2006 | Feijão (Grão / Cor)         | 13       | 1            | Indisponível | 2.000        |
| 2006 | Mandioca                    | 416      | 1.920        | Indisponível | 791.000      |
| 2006 | Milho (Grão)                | 772      | 16.384       | Indisponível | 4.028.000    |
| 2006 | Soja (Grão)                 | 1.015    | 106.797      | Indisponível | 41.525.000   |
| 2006 | Trigo (Grão)                | 386      | 16.134       | Indisponível | 5.480.000    |
| 2017 | Abóbora, Moranga, Jerimum   | 42       | 12           | 9            | 24.000       |
| 2017 | Alho                        | 5        | 0            | 0            | 3.000        |
| 2017 | Amendoim (Com Casca)        | 40       | 8            | 5            | 26.000       |
| 2017 | Arroz (Com Casca)           | 2        | Indisponível | Indisponível | Indisponível |
| 2017 | Aveia Branca (Grão)         | 277      | 9.268        | 6.364        | 6.210.000    |
| 2017 | Batata-Inglesa              | 7        | 1            | 0            | 3.000        |
| 2017 | Cana-de-Açúcar              | 32       | 126          | 9            | 70.000       |
| 2017 | Cebola                      | 9        | 2            | 1            | 4.000        |
| 2017 | Centeio (Grão)              | 6        | 407          | 200          | 218.000      |
| 2017 | Colza ou Canola             | 16       | 1.279        | 793          | 1.458.000    |
| 2017 | Feijão (Grão / Cor)         | 1        | Indisponível | Indisponível | Indisponível |
| 2017 | Feijão (Grão / Fradinho)    | 1        | Indisponível | Indisponível | Indisponível |
| 2017 | Feijão (Grão / Preto)       | 221      | 147          | 97           | 350.000      |
| 2017 | Girassol (Semente)          | 1        | Indisponível | Indisponível | Indisponível |
| 2017 | Linho (Fibra)               | 10       | 400          | 557          | 586.000      |
| 2017 | Mandioca (Aipim, Macaxeira) | 371      | 1.193        | 128          | 1.794.000    |
| 2017 | Melancia                    | 5        | 8            | 1            | 6.000        |
| 2017 | Melão                       | 3        | 2            | 1            | 3.000        |
| 2017 | Milho (Grão)                | 687      | 52.150       | 6.506        | 26.110.000   |
| 2017 | Milho Forrageiro            | 110      | 7.561        | 481          | 721.000      |
| 2017 | Soja (Grão)                 | 1.225    | 193.933      | 55.929       | 196.484.000  |
| 2017 | Sorgo Forrageiro            | 4        | 37           | 4            | 3.000        |
| 2017 | Trigo (Grão)                | 624      | 69.344       | 25.614       | 34.987.000   |
| 2017 | Triticale (Grão)            | 3        | 446          | 186          | 264.000      |

## Economia
Aproveitando seu rico solo vulcânico de origem basáltica, Giruá tem como base econômica a agricultura. O comércio também tem grande representatividade na composição de sua economia. A agropecuária predomina na economia do município, ocupando 67 hectares agricultáveis, através das culturas de soja, trigo, linhaça, milho, canola e girassol. A diversidade e eficiência produtiva, aspectos sempre buscados pelos produtores giruaenses, levaram Giruá a galgar o título de Capital da Produtividade, o qual vem sendo retomado e ressignificado a cada safra.
Soja
Bastante adaptada as condições de clima do Estado e da região, a soja é a cultura mais produzida atualmente no município, com cerca de 57 mil hectares, o que coloca Giruá, segundo os dados do IBGE, em 8º lugar no Rio Grande do Sul em área plantada. Em condições de safra normal, a produtividade média fica entre 35 e 40 sacas por hectare.
Trigo
De acordo com o IBGE, Giruá é o 4º maior produtor de trigo do Brasil, com uma produção, em 2008, de 66 mil toneladas e uma área plantada de 26 mil hectares, ficando atrás apenas de Tibagi (PR), Campos Novos (SC) e Londrina (PR) com produções de 128 mil toneladas, 72,6 mil toneladas e 70,4 mil toneladas, respectivamente.
Milho
Conforme as informações do IBGE, a área plantada de milho no município é de 5 mil hectares, sendo que esta cultura tem atingido, em condições de safra normal, uma produtividade média em torno de 3,6 mil kg por hectare.
Girassol
De acordo com os dados atuais do IBGE, Giruá possui uma área plantada de 1,5 mil hectares de girassol, atingindo em condições de safra normal uma produtividade média em torno de 1,5 mil kg por hectare.
Linhaça
Giruá é um grande produtor de linhaça. Conta atualmente com uma área de 2 mil hectares para esta cultura. A cultura vem alcançando, em média, uma produtividade de 720 kg por hectare.
Canola
No Rio Grande do Sul, a canola tem um potencial produtivo médio entre 1,2 mil a 1,5 mil kg por hectare. De acordo com o IBGE, no município se produz 500 hectares da cultura, com uma produtividade estimada em 720 kg por hectare. A tendência é que a produção se amplie significativamente em Giruá, devido à abertura de novos mercados voltados à derivação da canola, sobretudo do farelo e do óleo, através de novas empresas de transformação no município.
Bacia Leiteira
Além do grande potencial agrícola, Giruá vem se destacando através de sua bacia leiteira. Muitos produtores rurais voltaram a investir no setor como forte alternativa de fonte de renda. Hoje, o município ocupa os primeiros postos na produção estadual de leite, com mercado em crescente produção.
- No topo do Ranking[carece de fontes?]
- 8º maior produtor de soja do RS;
- 4º maior produtor de trigo do Brasil;
- Maior produtor de linhaça do RS;
- 3º maior produtor de girassol do RS.

## Política
Prefeitos e Vice-Prefeitos:
- 1955 a 1959: Athaíde Pacheco Martins e Haroldo Kegler;
- 1959 a 1963: Miguel Francisco Szostkiewicz (PRP) e Aládio Ferreira da Silva (PRP);
- 1963 a 1967: Aládio Ferreira da Silva (PRP) e Jacinto Edemar Renz (PRP) ;
- 1968 a 1972: Olmiro Callai (MDB) e Alfredo Kraemer (MDB);
- 1972 a 1977: Darci Leopoldo Uhry (ARENA) e Elso Pilau (ARENA);
- 1977 a 1983: Cláudio Flávio Weschenfelder (ARENA) e Almiro Bernardo Berwanger (ARENA);
- 1983 a 1989: Lauri Antônio Thomas (PDS) e Bruno Silveira Machado (PDS);
- 1989 a 1992: Humberto Vionei Weschenfelder (PDT) e Edegar Martin (PDT);
- 1993 a 1996: Luiz Antônio Giovelli (PDT) e Moacir Marchi (PDT) ;
- 1997 a 2000: Dari Paulo Prestes Taborda (PPB) e Odenir Antônio Garbinato (PPB);
- 2001 a 2004: José Jocemir Alves da Silva (PT) e Elvio Bidal Garcia (PDT) ;
- 2005 a 2008: Dari Paulo Prestes Taborda (PP) e Antônio Carlos Dalla Costa (PP);
- 2009 a 2012: Ângelo Fabiam Duarte Thomas (PDT) e Elton Mentges (PT);
- 2013 a 2016: Ângelo Fabiam Duarte (PDT) Thomas e Elton Mentges (PT);
- 2017 a 2020: Ruben Weimer (PP) e Antônio Carlos Dalla Costa (PP).
- 2021 a atualidade: Ruben Weimer (PP) e Dari Paulo Prestes Taborda (PP)

## Filhos ilustres
- Dom Frei Cláudio Nori Sturm: tomou posse como Bispo da Mitra Diocesana de Patos de Minas (MG), em 4 de janeiro de 2009, através da nomeação do Papa Bento XVI em 8 de outubro de 2008.
- Luli Miller: é farmacêutica, modelo fotográfica e atriz.
- Sergio Napp: foi poeta e compositor.